# Битва при Ловче (1810—1811)
Битва при Ловче (1810—1811) — сражение в ходе Русско-турецкой войны 1806—1812 годов. Произошло после Батинской битвы, 18 октября 1810 года и 31 января 1811 года вблизи и в города Ловеч, Болгария.

## Взятие Ловеча 18 октября 1810 года
В 1809 году велись военные действия против турецких крепостей к северу от реки Дунай. Дунайская армия России овладела Базарджиком, Силистрией и Разградом на юге. Решающие боевые действия были связаны с осадой Шумена и Рущука. Переломный момент наступил 26 августа 1810 года после победы российской армии в битве около деревни Батин и последующей капитуляции турецких гарнизонов в Журжеве и Рущуке. Это предоставило возможность оказать существенную поддержку сербским повстанцам, и к ним были направлены значительные российские силы. Чтобы обеспечить их левый фланг, было нужно предпринять военные действия в районе Ловеча. Сборный российский отряд под командованием генерал-майора М. С. Воронцова получил приказ овладеть Плевной, Ловечем и Севлиевом.
Военные действия стали возможными после капитуляции Никопольской крепости 15 октября. Сборный отряд направился на Ловеч 17 октября и достиг подступов к городу на следующий день. 18 октября 1810 года энергичной атакой сборный отряд овладел городом без существенных людских и материальных потерь. После продолжительных и упорных военных действий к концу дня отряд овладел и Севлиевом. Командир Дунайской армии генерал от инфантерии Н. М. Каменский принял решение отвести отряд в Систово. Это решение было связано с изменившейся оперативной обстановкой. Турецкое командование сосредоточило более сильный отряд в Тырнове, серьёзно угрожая тем самым силам генерал-майора Воронцова. Кроме того, согласно принятому решению армия должна была зимовать в крепостях по обоим берегам Дуная. Вместе с российской армией город покинуло небольшое число болгар, которые переехали в Зимничу. Таким образом турецкая власть была восстановлена в Ловече практически без боя.

## Взятие Ловеча 31 января 1811 года

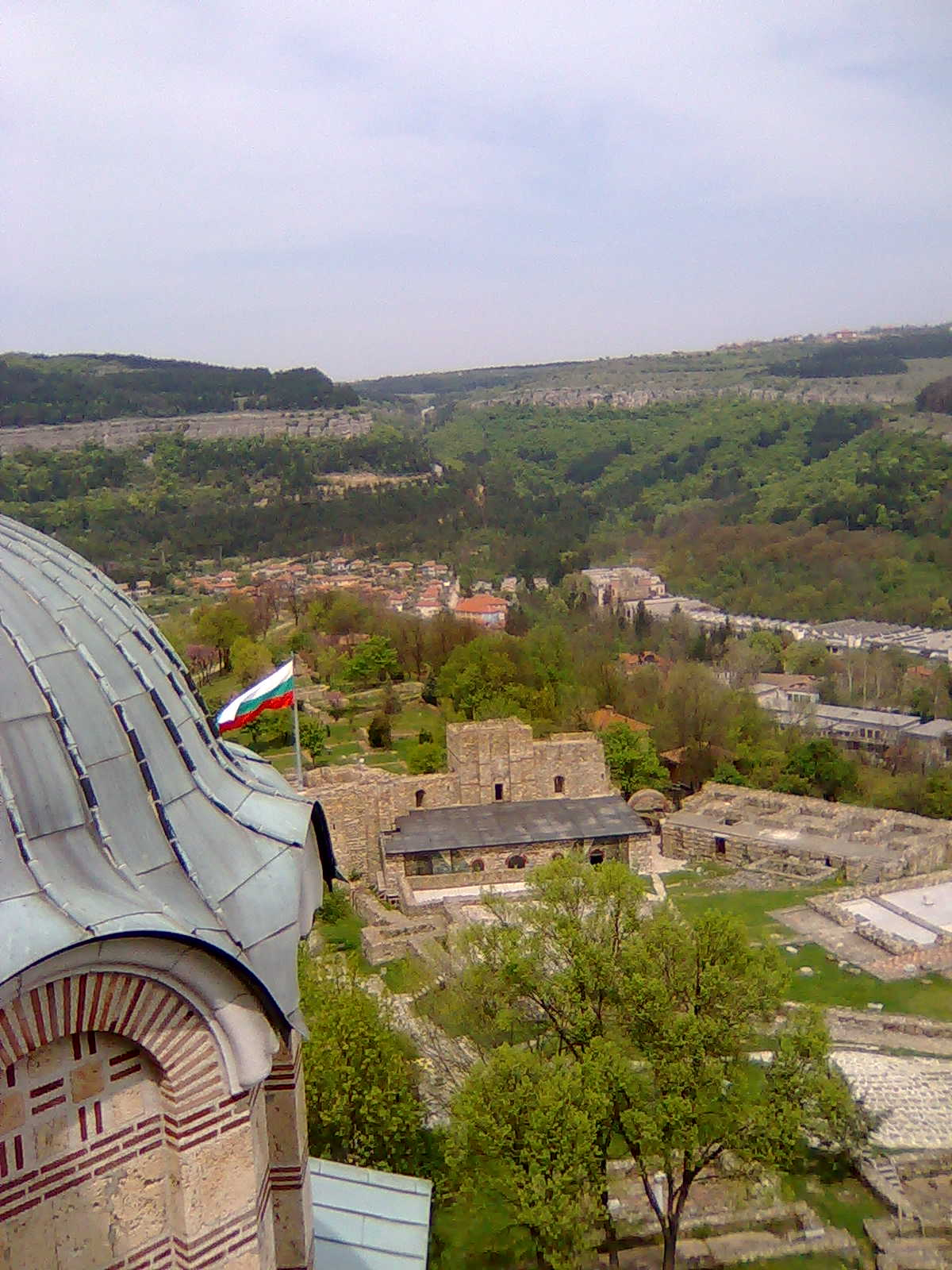
Старая крепость Ловеча

Турецкое командование отреагировало, сформировав новый отряд. Его главные силы были сосредоточены в Софии, Враце, Этрополе и Тырнове. Авангард был размещён в Ловече, причём он начал сооружать земляную крепость. Командиром здесь был Мухтар-паша. В любой момент отряд мог бы перегруппироваться и атаковать российские части, зимовавшие в крепостях на южном берегу Дуная. Командир Дунайской армии генерал от инфантерии Н. М. Каменский получил приказ противодействовать новым турецким силам по направлению Никополь — Плевна — Ловеч, разгромить их усиленный авангард в Ловече и после наступления по направлению Севлиево — Габрово — Тырново создать оперативные условия для перехода через Балканский хребет. Взятие Ловеча было поручено сборному отряду под командованием генерал-майора Э. Ф. Сен-При. Боевые действия велись зимой в условиях острого продовольственного кризиса.
Очередная битва за Ловеч началась 31 декабря 1810 года. Часть отряда генерал-майора Сен-При достигла Ловеча и провела разведку боем. В ответ турецкий командир Мухтар-паша применил тактику активной обороны. Однодневное сражение на равнинной северной окраине города было упорным, ожесточённым и закончилось без победителя. Боевые действия вновь велись 4, 8, 29 и 30 января 1811 года. Были взяты пленные, по чьим показаниям выяснилось, что ловечский турецкий гарнизон был значительно усилен, что у него был новый командир — Омер-бей, и что ожидаются подкрепления. Генерал-майору Сен-При удалось перегруппировать свои силы. Решающие боевые действия провелись 31 января 1811 года. После обходных движений отряд генерал-майора Сен-При предпринял энергичную ночную атаку. Это наступление застало врасплох турок, и они потеряли южный редут, где погиб их командир Омер-бей. После российской атаки в тылу западных укреплений турки были полностью дезорганизованы, и большинство солдат стихийно покинуло крепость. Одновременно с этим было сломлено сопротивление турок на холме Стратеш, в результате чего был взят северный редут. Оборона крепости рухнула утром в 9 часов. Российские части успели изолировали доступ к преимущественно болгарским районам города — Вароше и Дрыстене, предостерегая их от жертв и разрушений. Турецкие подразделения, оставшиеся в крепости, не приняли предложение о капитуляции и баррикадировались в общественных зданиях и частных домах. Вспыхнули уличные бои, которые привели к значительным материальным и людским потерям среди турецкого населения. Турецкое сопротивление было окончательно сломлено 31 января 1811 года к 17 часам.
Взятие Ловеча является образцом оперативных и тактических действий с ходу против земляной крепости. При этом взятие было осуществлено силами, которые по численности уступали силам противнику в два раза. Отряд генерал-майора Сен-При пребывал в городе в полном мире с болгарами и оставшимися здесь турками. Это время было использовано для восстановления сил и для выполнения полных, подробных топографических съёмок Ловеча. После войны на основе полученных данных при Военно-топографическом депо Главного штаба была создана подробная профессиональная трёхвёрстная топографическая карта, которая предоставила новую информацию о развитии Ловеча.
С начала января изменилась уже стратегическая обстановка в ходе войны. Российская разведка узнала о заканчивающейся непосредственной подготовке Наполеона Бонапарта к нападению на Россию. Уже 5 января Дунайская армия получила приказ перейти на северный берег Дуная и подготовиться к стратегической обороне, а главные силы должны были передислоцироваться на западную границу России. Отвод отряда генерал-майора Сен-При начался 21 марта. Вместе с российскими частями город покинули более зажиточные болгары, которые на некоторое время переехали в Зимничу. После этого турецкая власть была восстановлена в Ловече. В ходе заключительных боевых действий Дунайская армия разгромила главные турецкие силы, сосредоточенные под Рущуком, а также укреплённый лагерь под Слободзеей. Война закончилась подписанием Бухарестского мирного договора 16 мая 1812 года.